# Oxytropis microcarpa
Oxytropis microcarpa är en ärtväxtart som beskrevs av Nikolai Fedorovich Gontscharow. Oxytropis microcarpa ingår i släktet klovedlar, och familjen ärtväxter. Inga underarter finns listade i Catalogue of Life.